# Impianto di riscaldamento
Un impianto di riscaldamento è un impianto termico per la produzione e la distribuzione di calore. In ambito civile s'intende il sistema usato per riscaldare ambienti abitativi o lavorativi. Altri ambienti possono essere i mezzi di trasporto. Quando il riscaldamento viene erogato dagli stessi dispositivi che forniscono anche raffrescamento e altre eventuali variazioni del microclima locale (ventilazione, umidificazione), viene detto di condizionamento o di climatizzazione.

## Storia
Gli Antichi Greci si dotarono di impianti di riscaldamento, facendo passare l'aria calda prodotta da una fornace negli spazi sotto il pavimento fino a dei bocchettoni nel muro. Questi sistemi sono noti col nome di "ipocausto". Sistemi simili sono stati documentati in Corea, chiamati "ondol", al tempo dei Tre Regni (37 a.C. - 668 d.C.).
L'ipocausto è rimasto in uso nel bacino del Mediterraneo per molti anni del Basso Medioevo. Nel XII secolo, alcuni ingegneri in Siria realizzarono impianti più avanzati, nel quale l'aria calda veniva trasferita attraverso dei condotti nel pavimento. Questo sistema venne largamente adottato nei bagni pubblici di tutto il mondo islamico medioevale.
Nel XIII secolo i monaci cistercensi re-introdussero il riscaldamento centralizzato nell'Europa cristiana usando acqua prelevata dal fiume scaldata da fornaci a legna. Il monastero di Nostra Signora della Ruota (fondato nel 1202) sul fiume Ebro nella regione dell'Aragona (Spagna) è un ottimo esempio di tale realizzazione.
Verso il 1700 gli ingegneri russi avevano iniziato a usare l'acqua per gli impianti di riscaldamento. Il Palazzo d'Estate (1710-1714) di Pietro il Grande a San Pietroburgo è il miglior esempio di questa tecnologia. Appena più tardi, nel 1716, viene usata l'acqua anche in Svezia. Il passaggio all'applicazione industriale avvenne in Francia quando Jean Simon Bonnemain (1743-1830) adottò questa tecnica per una cooperativa costruita a Château du Pêcq, vicino a Parigi.
Angier March Perkins sviluppò e installò alcuni dei primi sistemi a vapore negli anni attorno al 1830. Il primo fu installato nella casa del Governatore della Banca d'Inghilterra John Horley Palmer per consentirgli di far maturare l'uva nel freddo clima inglese.

## Tipologie
La caratteristica di un impianto di riscaldamento è di generare il calore in un punto e trasferirlo ad altre zone.
Gli impianti di riscaldamento si classificano per:
- Combustibile o fonte di energia usato: carbone, gasolio, gas, legna, energia geotermica, solare o elettrica, teleriscaldamento.
- Tipologia e dimensioni: impianti autonomi (un'unità abitativa), impianti centralizzati.
- Tecniche e mezzi e temperature di immagazzinamento e trasferimento del calore: convezione, irraggiamento, aria, acqua (vapore), ferro, alluminio, inerti (piastrelle, calcestruzzo).
- Efficienza e compatibilità con l'ambiente: valutate per emissioni CO2, costo totale, efficienza.

Il metodo più diffuso per generare il calore è di bruciare un combustibile fossile in una caldaia. Il calore viene usato per riscaldare l'aria, l'acqua o il vapore e questi vengono convogliati verso il locali di destinazione attraverso opportuni condotti.
Solitamente l'impianto di riscaldamento è abbinato all'impianto di produzione di acqua calda sanitaria e ha la caldaia in comune.
Le differenze tra i sistemi usati dipendono da fattori quali:
- la disponibilità o economicità del combustibile o della fonte primaria di energia. Ad esempio, dove c'è abbondanza di legna, gli altri combustibili hanno poca giustificazione. Dove è molto sviluppata la rete di distribuzione del gas (alcune regioni italiane ad esempio) fanno preferire il gas della rete a combustibili che richiedono stoccaggio e trasporto (es. gasolio o carbone). Dove è possibile il teleriscaldamento, sarà preferibile alla costruzione e manutenzione di nuovi impianti autonomi.
- la dimensione e il numero degli ambienti da scaldare. Per trasferimenti di distanze brevi può essere sufficiente usare l'aria calda, ma per grossi impianti è più efficiente l'acqua calda o il vapore.
- leggi e sistemi economici: dove sono in vigore normative che prediligono fonti di energia rinnovabile, alcuni combustibili fossili tenderanno a sparire (es. carbone, gasolio), a favore di energia solare, gas, o legna.

## Generatori di calore

### Caldaia
La caldaia è un'apparecchiatura che trasforma l'energia di un combustibile in calore e lo rende disponibile in un circuito contenente acqua o aria che ha la funzione di distribuire il calore negli ambienti ed eventualmente nell'acqua dell'impianto sanitario.

### Altre fonti
- Camino, Stufa, Fornace
- Pannelli solari termici
- Energia geotermica: si veda, ad esempio la geotermia a bassa entalpia
- Cogenerazione

## Trasferimento del calore

### Acqua calda
Un impianto che usa l'acqua calda per il trasporto del calore, in genere include:
- Una caldaia
- Sistema di alimentazione della caldaia (tubi del gas, eventuale magazzino o serbatoio del combustibile)
- Sistema di scarico della caldaia (canne fumarie, scarichi e sfiati)
- Il sistema di circolazione dell'acqua calda: tubi, valvole, bypass
- Una pompa che fa circolare l'acqua calda in un sistema chiuso a pressione. Nel caso di impianto a circolazione naturale la pompa non è presente.
- Caloriferi: pannelli a circolazione d'acqua, che trasferiscono il calore dell'acqua all'ambiente circostante.

### Impianto a radiatori o caloriferi
Il circuito dell'acqua verso i caloriferi può essere:
- Monotubo: un anello unico, che a ogni radiatore ha una valvola a tre vie, con un ingresso, un ritorno verso l'anello e una derivazione verso il radiatore. Questa valvola può essere più o meno aperta verso il radiatore, ma non deve interrompere la circolazione dell'acqua nell'anello.
- Bitubo: a ogni radiatore arrivano due tubi, da cui si ottengono due derivazioni (T), uno per l'andata, l'altro per il ritorno. La valvola al radiatore è a due vie, e determina la quantità dell'acqua che va al radiatore. Se è chiusa l'acqua continua a circolare fino all'ultimo radiatore dove il tubo dell'andata si chiude sul ritorno.

La temperatura dell'acqua nei radiatori deve essere in genere superiore ai 50 gradi Celsius.

### Impianto a piastre radianti
Il circuito idraulico è analogo a quello di un impianto a radiatori o caloriferi. Tuttavia le piastre radianti, a differenza dei tradizionali caloriferi, operano anche a temperature inferiori a 50 °C. Ciò permette di sfruttare al meglio le potenzialità delle sorgenti energetiche a bassa temperatura (caldaie a condensazione, pompe di calore), risparmiando energia. Le piastre radianti consentono inoltre di operare la climatizzazione estiva. Ciò viene fatto alimentando le piastre con acqua fredda proveniente da una sorgente termica (chiller, pompa di calore aria/acqua o acqua/acqua). Un sistema di deumidificazione e di prevenzione della condensa evita che si creino gocce d'acqua sulla superficie delle piastre o nelle tubature all'interno delle pareti (rugiada). Questi tipi di impianti sono commercializzati con successo dal 2000 .

### Impianti a circolazione naturale a radiatori o caloriferi
Questo tipo di impianto, perlopiù bitubo, veniva usato quando ancora la pompa per la circolazione dell'acqua non esisteva, e sfrutta il principio fisico per cui l'acqua calda tende a muoversi verso l'alto richiamando l'acqua fredda dai radiatori più lontani.

### Impianti a pavimento
La circolazione dell'acqua avviene in una struttura poggiata sul pavimento e coperto dalla superficie calpestabile. Attraverso un tubo disposto in modo da coprire possibilmente tutta la superficie di ogni locale, si fa passare acqua calda (in media da 35-40 °C) che a sua volta riscalda massetto e il pavimento, con una massima superficie consigliabile di 40 m2. Il calore viene scambiato attraverso irraggiamento alle superfici verticali e il soffitto e per effetto secondario l'aria. Un impianto a pavimento, detto anche "a pannelli radianti", innalza la temperatura media delle superfici e di conseguenza con la stessa temperatura operativa, di comfort, si può mantenere la temperatura dell'aria più bassa. L'impianto a pavimento è più efficiente di impianti a convezione e portano a un risparmio minimo del 10% a parità di edificio riscaldato, ma di contro ha un costo elevato di installazione nonché di manodopera per la manutenzione.
Norma che regola gli impianti "radianti": UNI EN 1264.

### Vapore
Gli impianti che fanno circolare il vapore sono simili a quelli con acqua calda. La componentistica dell'impianto deve essere tarata su temperature e pressioni molto più elevate.

### Aria
Nei sistemi dove si usa l'aria calda, il riscaldamento dell'aria può essere locale, ad esempio con un termoconvettore costituito da una fonte di calore (focolare, stufa, resistenze elettriche, pompa di calore) e ventole, oppure remoto, e l'aria calda convogliata verso i locali attraverso dei tubi.
Il riscaldamento dell'aria è un sistema usato spesso nei grandi spazi delle fabbriche o dei capannoni. Nei locali ristorante o mensa spesso si osserva l'uso di tubi di stoffa con dei forellini per la diffusione del calore, sospesi vicino al soffitto.

### Pannelli o superfici radianti ad accumulo
Dove vi è una notevole escursione termica tra il giorno e la notte, si adopera con successo la tecnica dell'accumulo giornaliero e il rilascio notturno, ad esempio strutturando i muri della casa in modo che assorbano notevoli quantità di calore dal sole per poi rilasciarlo dopo il buio.

## Struttura e dimensione degli impianti

### Impianti centralizzati
Gli impianti centralizzati hanno il vantaggio della scala: con un'unica macchina grande si può riscaldare un intero edificio. Di contro, la gestione di un impianto grande richiede la conciliazione dei diversi usi del sistema nei singoli locali.
Vi sono diverse topologie possibili dell'impianto centralizzato negli edifici:
- a condotti centrali: che hanno un unico punto di ingresso per ogni piano o zona e si diramano successivamente
- a condotti paralleli

### Termoregolazione e contabilizzazione del calore
Attraverso valvole termostatiche installate sui singoli elementi, ogni unità immobiliare può regolare la temperatura in modo indipendente.
Alcuni impianti dispongono di dispositivi che rilevano il consumo di calore. Con questi valori rilevati si ripartiscono i costi d'esercizio in base ai consumi delle singole unità immbobiliari.
A partire dal giugno 2017 la contabilizzazione del calore è obbligatoria per tutti gli impianti di riscaldamento centralizzati in tutta l'Italia (D. Lgs. n. 102/2012 e s.m. e i.).

### Distacco dall'impianto centralizzato
A partire dall'entrata in vigore della legge n. 220/2012, per il distacco dall'impianto di riscaldamento centralizzato non è più necessaria la delibera dell'assemblea: è sufficiente dimostrare che dal distacco non derivano "notevoli squilibri di funzionamento o aggravi di spesa per gli altri condomini". Il condomino che si distacca è comunque tenuto al concorso alle spese di manutenzione straordinaria e di messa a norma.

## Parametri di valutazione
Per poter valutare e calcolare l'appropriatezza e adeguatezza dell'impianto di riscaldamento è necessario conoscere molti parametri, dalla dispersione attraverso le pareti e finestre, alle condizioni ambientali esterne storicamente più avverse, questi due parametri permettono di definire il fabbisogno energetico di ogni singolo ambiente (i quali non sono tutti esposti in egual misura).

Una volta definito il fabbisogno bisogna definirne la tipologia, che viene influenzata dal numero di occupanti, con relativo fabbisogno di ricambio d'aria e tempo medio d'occupazione; in quanto una stanza molto affollata, ma solo per pochi minuti al giorno e/o ad orario variabile con o senza preavviso, richiederà un sistema di riscaldamento capace di riscaldare velocemente l'ambiente e permettere un elevato ricambio d'aria, consentendo il riscaldamento solo per le ore effettive di utilizzo; mentre in caso di stanze monoutente a permanenza prolungata e con spostamenti frequenti tra gli ambienti, è richiesto un sistema che permetta il maggiore comfort d'utilizzo, quindi che permetta di mantenere la temperatura più costante possibile; mentre nel caso di stazioni di lavoro è possibile limitare il riscaldamento con sistemi di prossimità, limitati nella loro area d'azione.
Per i sistemi distribuiti, come nel caso dei termosifoni o riscaldamento a pavimento, bisogna fare in modo che i vari radiatori siano equilibrati, per evitare che gli elementi prossimali al generatore di calore vengano sovrautilizzati e generino un cortocircuito rispetto al resto dell'impianto (andando di fatto a limitarlo), bisogna regolare le valvole detentrici (che limitano la portata massima di ogni singolo gruppo radiante) in modo da far lavorare l'impianto ad unisono ed in modo omogeneo (generalmente sono richieste più prove durante il funzionamento).
I sistemi che funzionano tramite un generatore, come può essere una caldaia in loco o in teleriscaldamento vengono calcolati tramite il ΔT, questo parametro permette la definizione del potere riscaldante per ogni singolo elemento del radiatore, dove maggiore è il delta e maggiore sarà il potere riscaldante, tale parametro viene calcolato come la differenza tra la Tm (T media del radiatore) e la Ta (T ambientale), a sua volta la Tm viene definita dalla media di Ti (T ingresso al radiatore del liquido o gas riscaldante) e Tu (T uscita al radiatore del liquido o gas riscaldante).

## Considerazioni ecologiche e di efficienza energetica
La necessità di un impianto di riscaldamento in un clima temperato è giustificato spesso dallo scarso isolamento termico dell'edificio. Nel concetto della "casa passiva" o della casa ad alta efficienza energetica si realizza l'idea che una casa può essere progettata e realizzata per mantenere un microclima interno confortevole anche senza un vero e proprio impianto di riscaldamento.

## Mezzi di trasporto
Nei mezzi di trasporto si rende necessario creare un ambiente confortevole per chi viaggia. In genere il riscaldamento è considerato una necessità più di base rispetto al condizionamento, e tradizionalmente è abbinato alla ventilazione.
Nelle carrozze ferroviarie i sistemi hanno seguito prevalentemente la storia della locomozione: si passa dalle stufe a legna nelle carrozze degli inizi del Novecento, al successivo utilizzo del vapore prodotto dalla locomotiva, e poi all'uso dell'elettricità mediante un circuito dedicato chiamato appunto REC (Riscaldamento Elettrico Carrozze).
In ambito automobilistico l'impianto di riscaldamento in genere trasferisce aria calda dalla zona del motore all'abitacolo.

### Motori a combustione
Nelle automobili con motore a combustione, il rendimento dei motori è piuttosto basso (attorno al 30%) e vi è molto calore prodotto che può essere usato per riscaldare l'abitacolo. Il veicolo, per facilitare l'avviamento del motore e il raggiungimento della temperatura operativa del liquido di raffreddamento in climi rigidi, può essere equipaggiato con un sistema di riscaldamento ausiliario.

### Motori elettrici
Nelle automobili elettriche invece il problema dell'impianto di riscaldamento è di difficile gestione, in quanto porta via molta energia alle batterie. Rimane tristemente famosa l'esperienza delle Fiat Panda (Panda Elettra) in gestione al comune di Torino negli anni novanta. Nonostante contenessero delle grosse batterie, d'inverno l'interno era tendenzialmente freddo e i vetri si riempivano di condensa.